# Tobakstjärnen, Värmland
Tobakstjärnen är en sjö i Karlskoga kommun i Värmland och ingår i Göta älvs huvudavrinningsområde. Sjön är 11 meter djup, har en yta på 0,0538 kvadratkilometer och befinner sig 162,9 meter över havet.